# Mátrai László
Mátrai László (Budapest, 1909. január 17. – Budapest, 1983. november 7.) állami díjas filozófus, könyvtáros, a budapesti Egyetemi Könyvtár főigazgatója, tanszékvezető egyetemi tanár, a Magyar Tudományos Akadémia rendes tagja.

## Életútja
Józsefvárosi család fiaként született. Apja sárospataki tanárcsaládból származott. Lakatos volt, az első világháború idején a csepeli lőszergyárban dolgozott. Anyja Grimm Károly pékmester, az 1885-ben elhunyt szombathelyi polgármester lánya volt. Mátrai László a Tavaszmező utcai gimnáziumban, Kacsóh Pongrác matematikatanári működésének egykori színhelyén érettségizett. Felsőfokú tanulmányait a budapesti egyetemen végezte, ahol többek között Pauler Ákos filozófiatörténeti szemináriumait, Gombocz Zoltán nyelvészeti és Horváth János irodalomtörténeti kurzusait, valamint Négyesy László stílusgyakorlatait látogatta. 1929-ben alapfokú magyar–német szakos tanári vizsgát tett, két évvel később védte meg A jelenkori esztétika főirányai című doktori disszertációját. Doktori szigorlatát filozófiából, esztétikából és magyar irodalomtörténetből tette le.
1933-ban Prohászka Lajos segítségével került be az Egyetemi Könyvtárba, ahol szakozóként kezdett dolgozni. Előbb segédőr, majd I. osztályú segédőr lett. 1939 és 1944 között az Eötvös József Collegiumban adott elő filozófiát. Egyidejűleg – Brandenstein Béla és Kornis Gyula javaslatára – magántanárként kultúrfilozófiát oktathatott az egyetemen. A Budapesti Nemzeti Bizottság 1945 februárjában az Egyetemi Könyvtár főigazgatójává nevezte ki. E posztját 1980-as nyugdíjba vonulásáig töltötte be. 1946-tól 1948-ig, majd 1957-től 1980-ig filozófiatörténetet oktatott az egyetemen. 1948-ig a Nemzeti Parasztpárt tagja volt, később belépett a kommunista pártba. 1964-ben egyetemi tanárrá nevezték ki, 1973 és 1980 között tanszékvezetőként is működött. 1949-től 1951-ig a Pedagógiai Főiskolán logikát oktatott.
1948. július 2-án a Magyar Tudományos Akadémia levelező, 1962. április 6-án pedig rendes tagja lett. 1953 és 1955, illetve 1960 és 1970 között a II. Osztály titkára, 1970 és 1979 között elnöke volt. 1945-ben a Magyar Pedagógusok Szabad Szakszervezete tudományos szakosztályelnökévé választották. 1957-től 1972-ig a Magyar Könyvtárosok Egyesülete elnökeként, utóbb tiszteletbeli elnökeként tevékenykedett. Ellátta a Magyar Filozófiai Társaság és a Magyar Pszichológiai Társaság titkári teendőit. 1937-ben a Párizsban székelő Institut International de Philosophie tagjává, 1972-ben alelnökévé választották. 1960 óta az International Union of the History and Philosophy of Science tagja volt.
A Magyar Filozófiai Szemle, 1960-tól 1977-ig a Világosság, 1968 és 1983 között a Magyar Könyvszemle szerkesztőbizottságának elnöke volt. (Utóbbi testület munkájában 1945 óta részt vett.)
Arcképe az 1975. évi állami díjasok sorozatában az MTVA Archivumban látható.

## Munkássága
A két világháború között szellemtörténeti irányultságú írásokat publikált, a második világháború után a marxizmus híve lett. Elsősorban magyar és egyetemes filozófiatörténeti kutatásokkal foglalkozott; többek között írt a reneszánsz filozófiáról, Kopernikuszról, Holbachról és Hegelről. Kutatásai közben az Egyetemi Könyvtár anyagában felfedezte Giordano Bruno Cantus Circaeus című, 1582-es munkájának egyetlen magyarországi példányát, valamint a 16. században élt spanyol pszichológus, Juan Huarte egy indexre tett művét. Fogarasi Bélával és Lukács Györggyel 1950-ben újraindította a Filozófiai írók tára című sorozatot. Tudományos publikációit a Nyugat, az Apollo, az Athenaeum, a Társadalmi Szemle, a Magyar Könyvszemle, a Kortárs és a Magyar Filozófiai Szemle című folyóiratok közölték.
Könyvtárvezetői működése első éveit a világháborús romok eltakarítása, az intézmény újjászervezése jellemezte. Előbb a háború idején megjelent angol, majd svájci könyvek gyűjteményéből szervezett kiállítást. Nevéhez fűződik a könyvtári anyagok rekatalogizálásának irányítása, a folyóiratok számonkénti nyilvántartása, új raktári rend, a tizedes osztályozású szakkatalógus és – elsőként Magyarországon – a tárgyszókatalógus bevezetése.

## Díjai, elismerései
1940-ben Baumgarten-jutalomban, 1942-ben Baumgarten-díjban részesült. 1955-ben Munka Érdemrenddel, 1969-ben és 1970-ben a Munka Érdemrend arany fokozatával, 1970-ben pedig Felszabadulási Jubileumi Emlékéremmel tüntették ki. 1975-ben megkapta az Állami Díj II. fokozatát tudományos és tudományszervezői tevékenységéért, életművéért. 1981-ben Szocialista Magyarországért Érdemrendet kapott.

## Értékelése, emlékezete
1968-as köszöntőjében Kőhalmi Béla Mátrai tudomány- és könyvtárszervezői munkásságáról, valamint alkotótevékenységéről értekezett. Fukász György „a magyar filozófiai élet egészséges fejlődésének egyik legfőbb inspirátoraként, szervezőjeként és irányítójaként” jellemezte. Havasi Zoltán Mátrai „irracionális eszmei áramlatok” elleni küzdelmére, humanizmusára emlékeztetett nekrológjában. Futala Tibor „rendületlenül rosszmájú, sziporkázóan szellemes és pallérozottan zseniális” embernek tartotta.
Rózsa György szerint Mátrai „könyvtárosi-közéleti tevékenysége egyértelműen káros volt, a könyvtár és információ ügyét, amennyire csak tudta, igyekezett lejáratni az Akadémián”. Kenedi János a „század egyik legcinikusabb magyarjának” nevezte egy Csizmadia Ervinnek adott interjújában. Heller Ágnes visszaemlékezésében „opportunista dzsentriként” jellemzi Mátrait, „aki néhány filozófiai művet rosszul lefordított, és minden rendszert kiszolgált”. Szerinte nem hitt sem a filozófiában, sem a Kádár-rendszerben, de minden felsőbb utasítást végrehajtott annak érdekében, hogy megtartsa igazgatói posztját és az azzal járó privilégiumokat. Heller Ágnes és Mátrai tevékenysége korábban számos területen érintkezett, például mindketten tagjai voltak az 1957-ben indult Magyar Filozófiai Szemle szerkesztőbizottságának, mint a kor prominens filozófusai, Lukács Györggyel együtt. Heller visszaemlékezése, egy köztük lévő konfliktus eredményeként, elfogult.

## Főbb művei
- A jelenkori esztétika főirányai (Budapest, 1931)
- Modern gondolkodás (Budapest, 1938)
- Élmény és mű (Budapest, 1940, 1973)
- Mátray László: Jellemtan (karakterológia); Országos Közoktatási Tanács, Bp., 1943 (Nemzetnevelők könyvtára IV. Gyermek- és ifjúságtanulmány)
- Haladás és fejlődés (Budapest, 1947)
- Gondolat és szabadság (Budapest, 1961)
- Régi magyar filozófusok. XV-XVII. század; vál., bev., jegyz. Mátrai László; Gondolat, Budapest, 1961 (Nemzeti könyvtár Filozófiatörténet)
- Alapját vesztett felépítmény (Budapest, 1976)
- A kultúra történetisége. Válogatott tanulmányok és cikkek (Budapest, 1977)
- Műhelyeim története; Szépirodalmi, Budapest, 1982 (Műhely)